# Никитников переулок
Ники́тников переу́лок — небольшая московская улица в Китай-городе между Ипатьевским переулком и Старой площадью. Относится к Тверскому району. Перегорожен, сквозного прохода нет. В переулке стоит церковь Троицы в Никитниках.

## История
В XVIII веке переулок называли Шустовым по фамилии проживавшего в нём купца Шустова. Позже, по приделу, освященному в честь чудотворной Грузинской иконы Божией Матери церкви Живоначальной Троицы (построена в 1634—1653 годах), закрепилось название Грузинский переулок. Местность, в которой находились церковь и переулок, называлась Никитники от фамилии одного из богатейших московских купцов середины XVII века Григория Никитникова, имевшего здесь обширный двор и на свои средства построившего Троицкую церковь. В 1922 году при устранении одноимённых названий Грузинский переулок был переименован в Никитников.

## Описание
Никитников переулок начинается от Ипатьевского переулка проходит на восток параллельно Варварке и выходит на Старую площадь и площадь Варварские Ворота.

## Здания и сооружения
По нечётной стороне:
- № 1/9, стр. 1 — Комбинат питания «Кремлёвский» и столовая (1966 год, архитекторы П. И. Скокан, Т. Б. Шахоян)[2];
- № 3 — Храм Троицы Живоначальной в Никитниках (Грузинской иконы Божией Матери на Варварке), построен в 1631—1634 гг.;[2] Музей архитектуры и живописи XVII века «Церковь Троицы в Никитниках»;
- № 5/8 — Бывшая гостиница «Боярский двор», построена в 1901—1903 гг. архитектором Ф. О. Шехтелем для Московского страхового общества, объект культурного наследия федерального значения[2][3].

По чётной стороне:
- № 2/11/9 — Управление по эксплуатации административных зданий и жилищного фонда (ПТО Дирекция по Эксплуатации) при Управлении делами Президента РФ, здание построено в 1894 году архитектором А. В. Ивановым для текстильных фабрикатов Морозовых;[2][3]
- № 4/10 — Бывшая гостиница «Нововарваринское подворье», построена в 1898 году Варваринским домостроительным обществом по проекту архитектора А. В. Иванова, ценный градоформирующий объект[2][3].